# Dalechampia martiana
Dalechampia martiana är en törelväxtart som beskrevs av Johann Friedrich Klotzsch, Ferdinand Albin Pax och Käthe Hoffmann. Dalechampia martiana ingår i släktet Dalechampia och familjen törelväxter. Inga underarter finns listade i Catalogue of Life.